# آناماری دانچا
آناماری دانچا (انگلیسی: Annamari Dancha؛ زادهٔ ۲۶ مارس ۱۹۹۰) ورزشکار اسنوبردسواری اهل اوکراین است.
وی در مسابقات کشوری و بین‌المللی در مجموع برندهٔ ۱ مدال طلا، ۳ مدال نقره شده‌است.

## حرفه
وی همچنین از اسنوبردسواران در بازی‌های المپیک زمستانی ۲۰۱۰ تا ۲۰۱۸ بوده‌است.